# The Sensations (doowopgroep)
The Sensations was een Amerikaanse doowopgroep uit Philadelphia.

## Geschiedenis
De groep werd opgericht in 1954 als mannenzanggroep onder de naam The Cavaliers. Nadat de groep versterking kreeg met Yvonne Mills, werd de naam gewijzigd in The Sensations. De groep plaatste in 1956 twee hits in de Amerikaanse r&b-hitlijst met Yes Sir That's My Baby (#15) en Please Mr. Disc Jockey (#13) bij Atco Records. In 1957 was Kae Williams hun manager. De groep werd kort daarna ontbonden. Leadzangeres Yvonne Mills trouwde en stichtte een gezin.
In 1961 haalde baszanger Alphonso Howell Yvonne Baker-Mills over om de groep nieuw leven in te blazen. Ze tekenden een contract bij Argo Records, een dochteronderneming van Chess Records. Kort daarna hadden ze een hit met een versie van Music, Music, Music (#12 r&b-hitlijst, #54 Billboard Hot 100). Een paar maanden later publiceerden ze de song Let Me In, die hun grootste succes werd (#2 r&b-hitlijst, #4 Billboard Hot 100). Desondanks waren latere publicaties minder succesvol en de groep werd ontbonden.
Yvonne Baker startte later een solocarrière en nam een aantal nummers op, die een cultstatus kregen bij de northern soul-fans. De meest opmerkelijke was You Didn't Say a Word (1966) bij Parkway Records. Dit nummer was de B-kant van To Prove My Love is True. Het nummer klonk namelijk als een James Bond soundtrack.